# Facultad de Psicología (Universidad de Buenos Aires)
La Facultad de Psicología (PSI) forma parte de la Universidad de Buenos Aires. Tiene su sede principal en Avenida Independencia 3065, en el barrio porteño de Balvanera.
Fundada hace 39 años como un desprendimiento de la Facultad de Filosofía y Letras, aquí se dictan las carreras de Psicología (licenciatura y profesorado), Musicoterapia y Terapia Ocupacional.
El psicoanálisis es la teoría más arraigada dentro de la facultad, aunque existe una apertura cada vez mayor hacia otras posturas teóricas como la psicología cognitiva, la psicología social y la neurociencia, entre otras. 
La facultad permite a los alumnos elegir en cierta medida la orientación de su formación a través de la existencia de dos cátedras por materia, la gran variedad de materias electivas y prácticas profesionales o de investigación, y una enorme oferta de diversas actividades gratuitas.

## Historia
El origen de la facultad se remonta a los primeros cursos de Psicología y Lógica, con enfoque forense-criminalista, dictados a fines del siglo XIX en la Facultad de Filosofía y Letras de la UBA. En los primeros años del siglo XX ya existen distintas cátedras y debates sobre los enfoques franceses y alemanes, médicos y filosóficos.
Luego de idas y vueltas entre la reforma universitaria y el golpe nacionalista de 1943, a fines de la década de los 40 (coincidiendo con la posguerra) se consolidan enfoques existencialistas y fenomenológicos. El golpe de Estado de 1955 implica un retroceso a enfoques médicos.
Dos años después, se crea formalmente la Carrera de Psicología dentro de la Facultad de Filosofía y Letras. En 1958 se normaliza la situación universitaria y se reforma nuevamente el plan de estudios. Tras algunos sobresaltos durante el gobierno de Onganía, en el segundo semestre de 1974 la intervención universitaria del Rector Ottalagano resuelve separar las carreras "psicosociales" de las "humanistas". De este modo, la Carrera de Psicología pasa a depender directamente del Rectorado, la cual reabre en 1976.
Durante la dictadura militar de 1976 - 1983 permanece congelada la matrícula y se producen cierres esporádicos en el ingreso. Con el regreso de la democracia, se normaliza la situación universitaria. En 1985 se reformula el plan de estudios y el 14 de noviembre se crea formalmente la Facultad de Psicología de la Universidad de Buenos Aires, con elecciones para la constitución tripartita del Consejo Directivo. La creación de las nuevas carreras constituye una de las primeras consecuencias. 

Teníamos la experiencia inconclusa de nuestra universidad de la década del 60, que para nosotros sigue siendo un modelo. Además, desde la creación de la carrera hasta su reapertura, muchos tuvimos la oportunidad o la obligación (por el exilio) de visitar y trabajar en otros países. Esas experiencias fueron utilizadas imbrincándose con nuestro modelo de la universidad del 60. Y ahora que estamos recibiendo a bastantes estudiantes extranjeros podemos evaluar que nuestra carrera es actualizada y eficaz a la hora de producir graduados.
Decana Sara Slapak

### Sedes

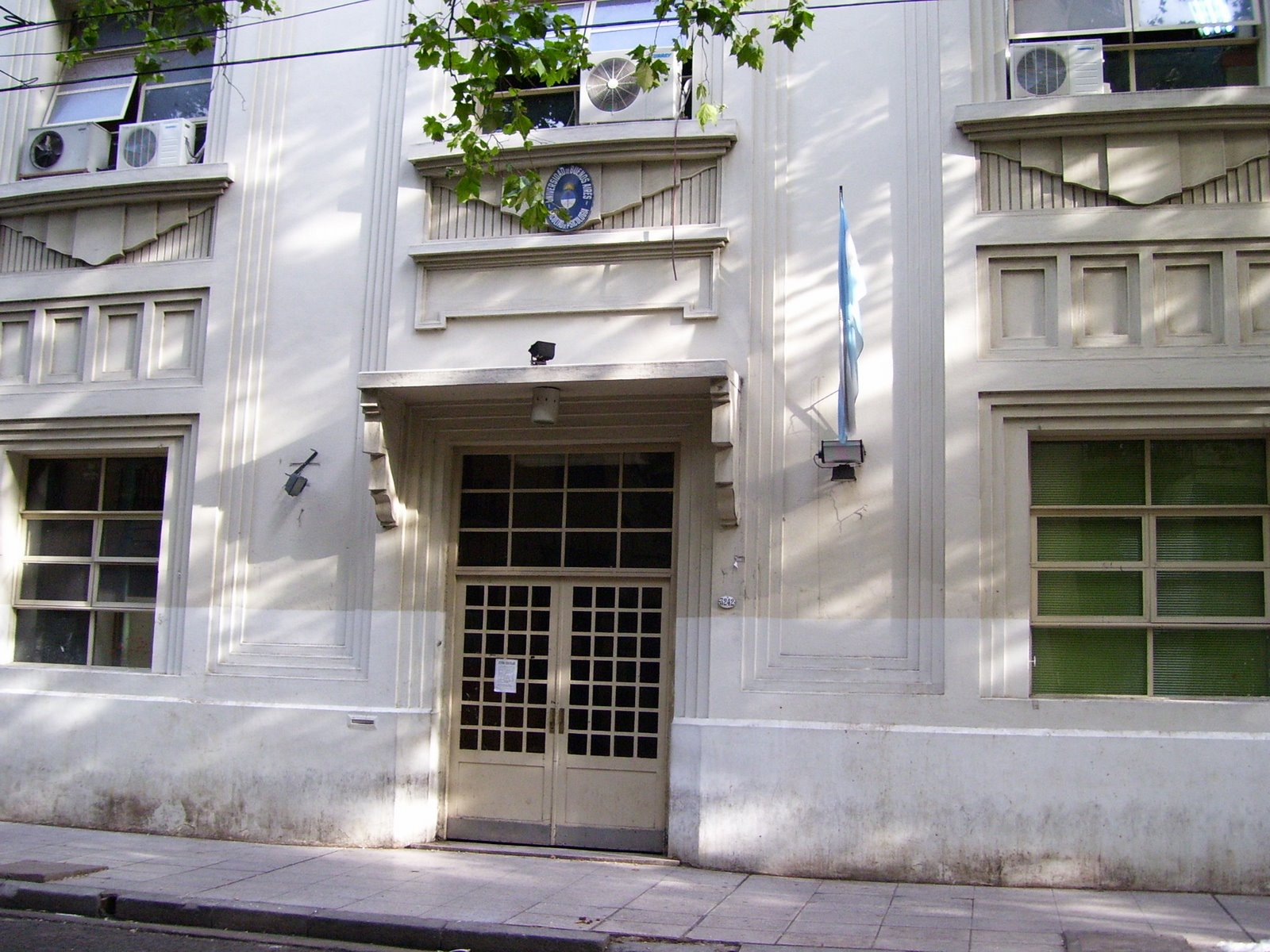
Sede Hipólito Yrigoyen.

Las autoridades de la facultad calcularon sus necesidades de funcionamiento en 27 000 metros cuadrados. Actualmente tienen 12.000, distribuidos en cinco sedes: Avenida Independencia 3065 (declarado Patrimonio Arquitectónico de Buenos Aires en 2009), Hipólito Yrigoyen 3242, las sedes Las Heras de Ingeniería, y Avellaneda y San Isidro del CBC. Por ello existe un anteproyecto desde el año 2005 para crear un edificio único para la facultad en la Ciudad Universitaria de Buenos Aires. En diciembre de 2006 se eligió al proyecto ganador para construir el edificio único de la Facultad de Psicología. En marzo de 2011 se anunciaron nuevas obras de infraestructura en los edificios de Yrigoyen e Independencia, y el rectorado cedió el edificio de Bulnes 295 para las carreras de la facultad. Desde marzo de 2008, cuando se aprobó el presupuesto para los estudios de factibilidad, no existen novedades sobre el proyecto sede única.

## Oferta académica

### Carreras de Grado
- Licenciatura en Psicología
- Profesorado en Psicología
- Licenciatura en Musicoterapia
- Licenciatura en Terapia Ocupacional

## Otras actividades
La facultad cuenta con numerosas actividades de posgrado, investigación y extensión. Entre ellas se destacan las Jornadas de Investigación, que se realizan todos los años en el mes de agosto y reúnen a una gran cantidad de investigadores, alumnos y profesionales del Mercosur. La cantidad de inscriptos en el año 2008 ha sido de 2603 participantes.

## Estadísticas actuales de la facultad
Según el censo del año 2004 la facultad cuenta con 18.565 alumnos, que representan el 6,3% de la población estudiantil de la Universidad de Buenos Aires. También existe una cierta cantidad de alumnos que se encuentran cursando el Ciclo Básico Común (CBC), el cual en el año 2006 tuvo 4450 ingresantes que aspiran a ser alumnos de la facultad de psicología.
La facultad de psicología se caracteriza por tener la mayor proporción de mujeres entre sus alumnos, siendo esta de un 83,7%.
En la inscripción a materias del primer cuatrimestre del año 2006 se registraron 40.033 inscripciones, que corresponden a 16.706 estudiantes.

## Clasificación
La Facultad de Psicología de la UBA ingresó en el año 2011 en el prestigioso ranking internacional (por carreras) "QS World University Ranking", destacándose su nivel de investigación y reputación académica. Es la única facultad de psicología argentina presente en la clasificación, ubicada en el puesto 177 entre todas las facultades del mundo, y tercera entre todas las facultades latinoamericanas de la especialidad. Solo por detrás de la Facultad de Psicología de la Universidad Nacional Autónoma de México (puesto 154) y La Pontificia Universidad Católica de Chile en dicha asignatura (puesto 174).